# Desgel cubà
El desgel cubà (Cuban Thaw en anglès, deshielo cubano en castellà) és un apropament en les relacions entre Cuba i els Estats Units d'Amèrica iniciat el desembre de 2014, que va acabar amb 54 anys d'oberta hostilitat entre aquests dos països. El març de 2016, Barack Obama es va convertir en el primer President dels Estats Units en visitar Cuba des del 1928.
El 17 de desembre de 2014, el president dels Estats Units, Barack Obama, i el president de Cuba, Raúl Castro, van anunciar l'inici del procés de normalització de les relacions entre Cuba i els Estats Units d'Amèrica. L'acord de normalització va ser negociat en secret els mesos precedents, amb la participació del Papa Francesc i del govern del Canadà. Les reunions es van realitzar tant al Canadà com a Ciutat del Vaticà. L'acord incloïa la desaparició d'algunes restriccions a viatjar als Estats Units, menys restriccions en les remeses, accés dels bancs estatunidencs al sistema financer cubà, i la reobertura de l'Ambaixada dels Estats Units a l'Havana i de l'Ambaixada Cubana a Washington, les quals havien tancat el 1961 després del trencament de les relacions diplomàtiques entre els dos països a causa de l'apropament de Cuba a la Unió Soviètica.
El 14 d'abril de 2015, l'administració Obama va anunciar que Cuba seria eliminada de la llista d'Estats patrocinadors del terrorisme. El Congrés i el Senat tenien 45 dies per bloquejar aquesta acció, però no van prendre aquesta mesura. Així, el 29 de maig d'aquell any Cuba fou eliminada d'aquest llistat, realitzat pels Estats Units. Aquest fet va marcar el punt més llunyà en què es trobaven els Estats Units de la Guerra Freda, així com un acostament en les relacions entre aquest país i l'illa caribenya. El 20 de juliol del 2015, les seccions d'interès respectives, tant a Washington com a l'Havana, es van convertir en ambaixades.

## Cronologia dels fets

### Intercanvi de presoners

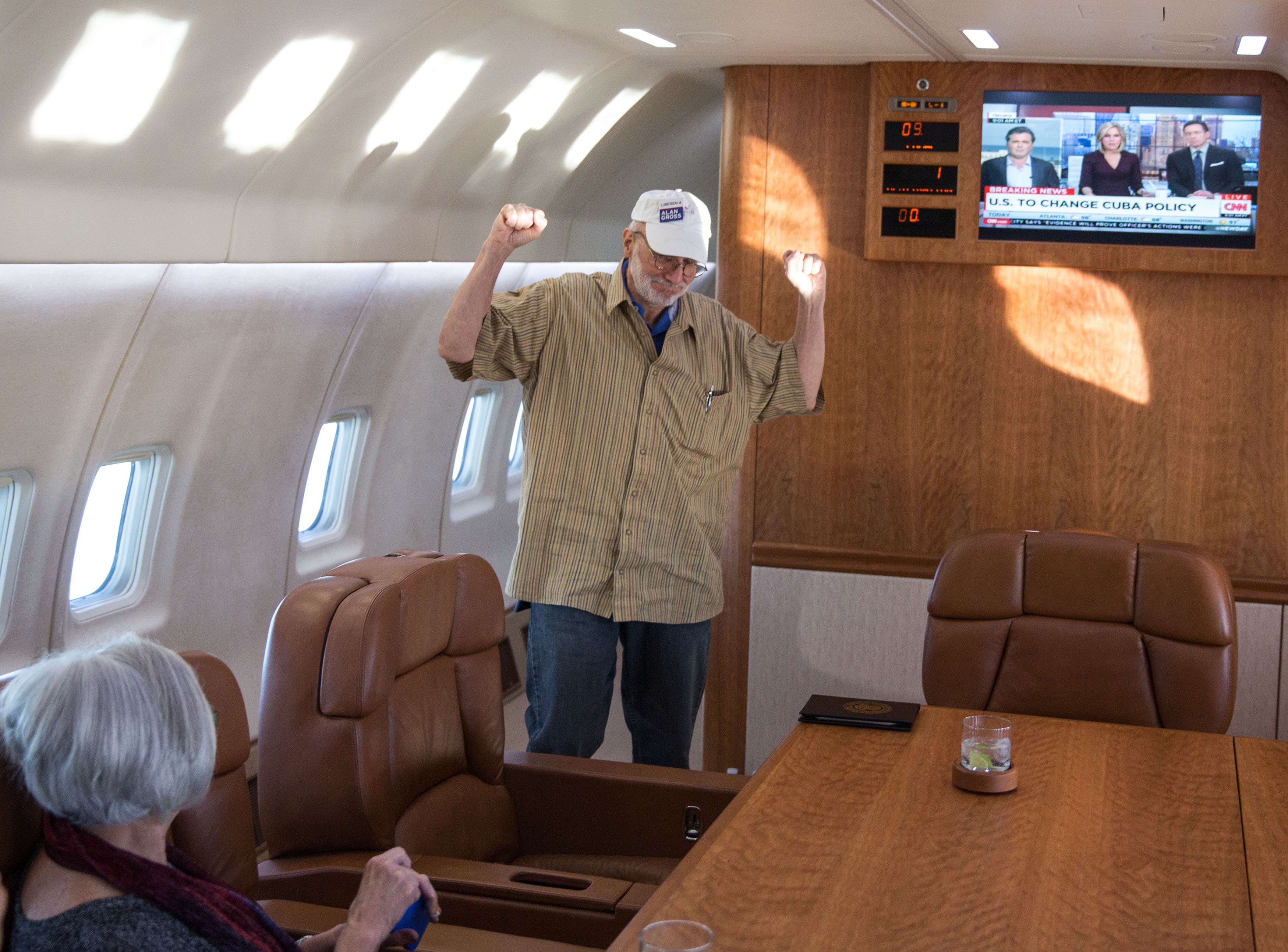
Alan Gross va tornar als Estats Units el 17 de desembre de 2014.

El maig de 2012 es va publicar que els Estats Units havien declinat participar en un intercanvi d'espies proposat pel govern cubà. L'objectiu era intercanviar els tres presoners cubans, acusats d'espionatge, que encara restaven a la presó dels originals Els Cinc, presos des de la dècada de 1990, per un contractista de la USAID anomenat Alan Gross. Gross havia estat detingut a Cuba per proveir xips de telèfons mòbils il·legals, d'una tipologia utilitzada per la CIA, designats per evitar ser detectats, a més de components d'ordinador, telèfons via satèl·lit i accés a internet a la comunitat jueva cubana.
Tot i aquest refús inicial, finalment l'intercanvi es va realitzar el desembre de 2014, després de l'anunci del rpesident Obama d'avançar cap a la normalització de les relacions entre els dos països. A més de Gross, l'intercanvi també va afectar Rolando Sarraff Trujillo, un cubà que havia treballat per la intel·ligència americana i havia estat près gairebé 20 anys. Finalment, a principis de gener de 2015, el govern cubà va començar a alliberar diversos dissidents empresonats, tal com havia sol·licitat el govern nord-americà. El 12 de gener de 2015 es va publicar que se n'havien alliberat 53.
Aquest intercanvi de presoners va significar el millor avenç de la política de la Casa Blanca davant Cuba des de la imposició de l'embargament el 1962, a més d'eliminar un gran obstacle de cara a les relacions bilaterals. Des d'aleshores, Gross s'ha convertit en un gran defensor de la política de normalització de relacions, oferint-se fins i tot a visitar Cuba de nou en suport d'aquesta opció.

### Relaxació de les restriccions de viatjar i comerciar
Tot i que l'embargament a Cuba l'ha d'acabar el Congrés dels Estats Units, l'administració Obama va prendre l'acció executiva per relaxar algunes de les restriccions imposades als ciutadans estatunidencs per viatjar a Cuba, així com restriccions a la importació i exportació de béns entre els dos països.
En el seu discurs al Congrés sobre l'Estat de la Unió, el 2015, Obama va demanar als congressistes que aixequessin l'embargament sobre Cuba.
El febrer de 2015 Conan O'Brien es va convertir en la primera personalitat televisiva dels Estats Units a filmar a Cuba dels darrers cinquanta anys. El maig d'aquell any, l'orquestra de Minnesota va realitzar diversos concerts a l'Havana, la primera orquestra professional dels Estats Units en tocar a Cuba des del 1999.
Associated Press va publicar, el 28 de febrer de 2015, que la Major League Baseball havia estat valorant la possibilitat de jugar partits de pretemporada a Cuba, tot i que no hi havia prou temps per a fer-ho efectiu aquell mateix any. La lliga va expressar, no obstant, la seva predisposició a organitzar partits a l'illa, encara que el president de l'associació de jugadors, Tony Clark, va dir que encara no es podia posar una data. El comissari de la lliga Rob Manfred afegí, el 19 de març, que podria jugar-se un partit d'exhibició a Cuba a principis del 2016.
El març de 2015 van començar a operar vols entre l'Aeroport Internacional John F. Kennedy, de Nova York, i l'Aeroport Internacional José Martí, de l'Havana, gestionats per la companyia Sun Country Airlines. El 5 de maig de 2015 els Estats Units van aprovar que quatre companyies oferissin trajectes en transbordador entre Miami i l'illa. Aquell mateix mes, la NBC va publicar que els americans que visitaven Cuba, tot i no tenir-hi família, s'havia incrementat en un 36% des del procés de desgel. Un informe de Pew explica que la immigració de cubans cap als Estats Units s'ha incrementat en un 78% (en comparació amb el mateix període de l'any anterior) després de l'anunci d'Obama sobre el desgel en les relacions bilaterals.

### Normalització de les relacions

#### Converses bilaterals
El 21 de gener de 2015 els Estats Units i Cuba van començar unes converses bilaterals a l'Havana per discutir l'avenç en la normalització en diversos camps. La delegació nord-americana, liderada per la vice-secretària d'estat Roberta S. Jacobson, i la cap d'afers nord-americans cubana, Josefina Vidal Ferreiro, es van reunir a porta tancada al Centre de Convencions de la capital caribenya. Aquestes converses es van centrar, segons es va publicar, en la política d'immigració. Particularment, els representants cubans van reclamar als Estats Units posar fi als privilegis d'immigració de què gaudeixen els immigrants cubans, coneguda com a Wet feet, dry feet policy (política de peus molls, peus secs), que permet a qualsevol ciutadà cubà que arriba al país rebre un permís de residència i la ciutadania dels Estats Units, sempre que siguin descoberts en territori estatunidenc físic, excloent així als descoberts al mar. Reuters va publicar que, com que molts civils cubans consideren que aquesta política d'immigració està en perill, s'estava produint un augment en el nombre d'immigrants que abandonaven l'illa per establir-se als Estats Units.
Pel que fa als interessos nord-americans, la delegació estatunidenca va deixar clar que la "millora de les condicions de drets humans, inclosa la llibertat d'expressió i d'assemblea", seguia sent un element central per a la política dels Estats Units de normalització de relacions amb Cuba. A més, i tot i les objeccions cubanes, els Estats Units van declarar que mantindrien la política d'immigració cubana legislada sota la Cuban Adjustment Act.
Una segona ronda de converses va tenir lloc a Washington DC el 27 de febrer de 2015. Els negociadors van descriure-les com productives i van afirmar que diversos temes estaven a punt de ser resolts. Tot i així, el fet que Cuba seguís formant part del llistat de països patrocinadors del terrorisme (llistat redactat pel govern nord-americà) va seguir essent un pal a les rodes encara que la diplomàtica cubana Josefina Vidal digués que l'exclusió de Cuba del llistat no era estrictament una precondició per a la reobertura de les ambaixades.
La tercera ronda de converses es va realitzar, de nou, a l'Havana, entre el 16 i el 17 de març de 2015. No obstant, les converses es van interrompre quan només portaven un dia, sense que es fes cap comentari públic més. Obama i Castro es van trobar a la Cimera de les Amèriques celebrada a Panamà entre el 10 i l'11 d'abril, en el qual Castro va fer una declaració pública lloant Obama i disculpant-se per haver culpat el seu govern per l'existència de l'embargament. Després de trobar-se amb Obama, Castro va fer una crida a l'obertura de les ambaixades, mentre que els dos presidents van dir que frisaven per recuperar una relació directe tot i les seves diferències.

#### Designació de patrocinador del terrorisme
A més de les preocupacions cubanes amb relació a la política migratòria dels Estats Units, la delegació cubana va exposar als Estats Units que la normalització de converses no implicaria canvis significants, a no ser que Cuba fos exclosa de la llista del Departament d'Estat dels Estats Units de països patrocinadors del terrorisme. Cuba era un dels quatre països que formaven el llistat, conjuntament amb l'Iran, el Sudan i Síria. El govern dels Estats Units va dir que havia començar a redactar un informe d'intel·ligència per valorar si Cuba podia ser exclosa.
El 14 d'abril de 2015, el president Obama va informar al Congrés dels Estats Units que havia decidit retirar la designació de país patrocinador del terrorisme a Cuba perquè "el govern cubà no ha proveït cap mena de suport al terrorisme internacional en els darrers sis mesos," i que "ha assegurat que no donarà suport a actes de terrorisme internacional en el futur." El Congrés dels Estats Units podria haver impedit aquest moviment passant una llei en els següents 45 dies. El Congrés no ho va fer, motiu pel qual Cuba fou retirada oficialment de la llista el 29 de maig de 2015.

#### Compte bancari del govern cubà
El 20 de maig de 2015 el govern cubà va obrir un compte bancari als Estats Units, permetent-li realitzar negocis no monetaris al país per primera vegada des de l'inici de l'embargament.

#### Ambaixades
Cuba i els Estats Units van recuperar les relacions diplomàtiques completes la mitjanit del 20 de juliol de 2015, moment en què les seccions d'interessos que tenien cada estat a la capital de l'altre van ser elevades al grau d'ambaixada. A l'ambaixada cubana es va realitzar una cerimònia, en la qual es va hissar la bandera cubana, amb la presència del Secretari d'Estat nord-americà John Kerry i el ministre d'Afers Exteriors cubà Bruno Rodríguez Parrilla, que van oferir una conferència conjunta després de l'acte per emfatitzar l'avenç que aquest fet significava en la normalització de les relacions entre els dos països, així com de la resolució de les diferències que seguien separant ambdós governs. Kerry va viatjar a Cuba aquell estiu per participar en la cerimònia en què es va hissar la bandera dels Estats Units a l'ambaixada americana de l'Havana.

#### Controvèrsia sobre la Badia de Guantánamo
El 28 de gener de 2015, mentre assistia en una reunió de líders de l'Amèrica Llatina a San José (Costa Rica), el president Raúl Castro va exposar que els Estats Units haurien de retornar la Badia de Guantánamo i aixecar l'embargament sobre Cuba, en cas que volguessin que la situació fos considerada normalitzada completament.
La Casa Blanca va contestar que no tenia cap intenció de retornar la base militar. El portaveu de la Casa Blanca Josh Earnest va indicar que aquest moviment estava fora de discussió. "El president creu que la presó de Guantánamo hauria de tancar-se, però la base naval no és quelcom que volguem tancat." Aquest punt encara no està resolt.

#### Iniciatives econòmiques del govern dels Estats Units
El govern dels Estats Units ha establert objectius específics per millorar el comerç amb Cuba. Roberta Jacobson va suggerir que la millora de l'accés a internet i el servei de telèfon a Cuba ajudarien en la integració de l'illa a l'economia global. Això ha provocat que empreses de telecomunicacions nord-americanes com Verizon o Sprint tinguessin un nou mercat a Cuba.
Els Estats Units també busquen fer créixer el turisme a l'illa aixecant les restriccions a viatjar-hi, que també poden servir per incrementar les importacions i exportacions de diversos béns, principalment de productes agrícoles i manufacturats nord-americans.

#### Recuperació del servei postal i aeri
L'11 de desembre de 2015 els dos països van acordar restablir el servei postal entre ells, que havia estat interromput des del 1963. Una setmana més tard, el 17 de desembre -- primer aniversari del D17 -- es va arribar a un acord per restablir els vols regulars entre els Estats Units i Cuba per primer cop des de la crisi dels míssils de Cuba. The agreement, which allows for 110 flights a day, took effect on February 16, 2016. El servei postal entre els dos països es va restablir definitivament el 17 de març de 2016.

#### Visita d'Obama a l'illa

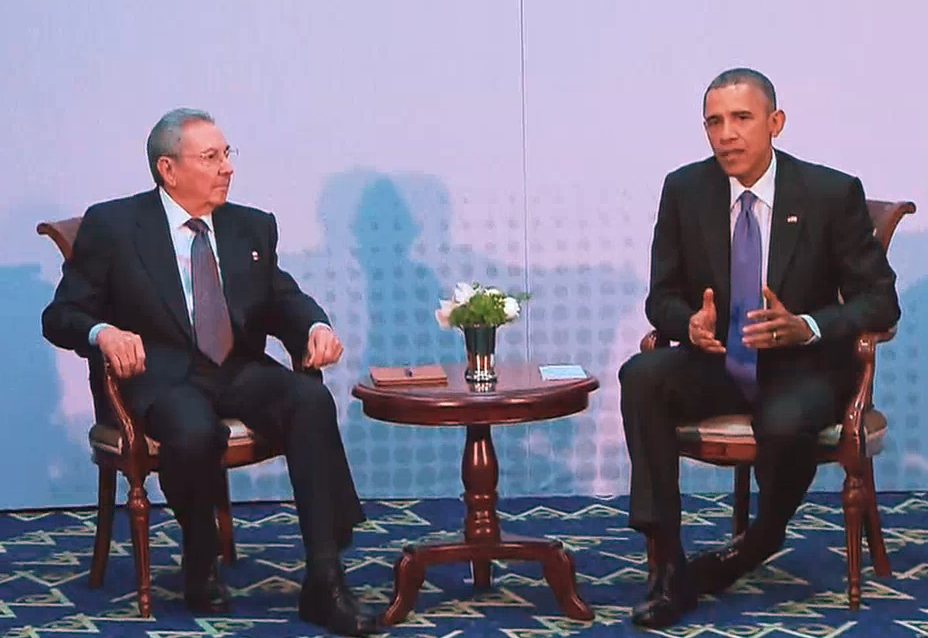
trobada entre Obama i Castro el març de 2016

El president Obama va arribar a Cuba per realitzar una visita de tres dies el 20 de març de 2016. El president dels Estats Units liderava una delegació d'entre 800 i 1.200 persones, inclosos empresaris i els congressistes que havien ajudat a establir, el 2014, l'acord de normalització.
Obama va ser el primer president dels Estats Units en funcions a visitar Cuba des de la visita de Calvin Coolidge del 1928. Obama va advertir, prèviament, que només visitaria Cuba si podia entrevistar-se amb el moviment dissident cubà: "Si hi vaig, part del tracte és que hi puc parlar amb tothom. Ho he deixa't prou clar en les converses directes amb el president Raúl Castro, que seguirem acostant-nos a aquells que desitgen ampliar l'abast de, ja sabeu, la llibertat d'expressió dins de Cuba."

## Reaccions a nivell domèstic

### Cuba
Raúl Castro, president cubà des del 2008 i un dels líders de la revolució cubana de la dècada de 1950, va declarar el 2013 que ja s'estava produint al país una "transferència lenta i ordenada del lideratge de la revolució a les noves generacions". Castro ha deixat caure que podria retirar-se totalment de la primera línea política el 2018. Quan es va anunciar l'acord, el desembre de 2014, Castro va comparar la revolució marxista que els va portar a ell i al seu germà Fidel al poder 60 anys abans amb els avantatges que aportaria una millora de les relacions amb els Estats Units, principalment pel final de l'embargament de Cuba.
Fidel Castro també va mostrar-se favorable al desgel en les relacions entre Cuba i els Estats Units en una declaració que va publicar el diari Granma el 26 de gener de 2015. Tot i advertir que "no confiem en les polítiques dels Estats Units, sempre defensarem la cooperació i l'amistat amb tots els pobles del món, entre els quals es troben els nostres rivals polítics."
El desembre de 2014 Raúl Castro va agrair públicament al Papa Francesc i a l'Església Catòlica el seu paper en les converses secretes que havien desembocat en l'intercanvi de presoners entre els dos països. Segons autoritats de l'església cubana, s'estava planejant la construcció de noves esglésies catòliques, fet que havia estat bloquejat des de la revolució de 1959. La primera església s'ha de construir a Sandino. Així, aquesta església es convertirà en la primera construïda des que Cuba es va declarar un estat ateu el 1959.
En una reunió de la Comunidtat d'Estats Llatinoamericans i Caribenys celebrada el 2015, Raúl Castro va fer un discurs exposant que "Cuba seguirà defensant les idees per les quals el nostre poble ha assumit els més grans riscs i sacrificis." En aquest discurs, a més, va detallar la història de les relacions exteriors de Cuba. A més, també va condemnar el concepte de Destí Manifest de la història dels Estats Units, repassant les relacions històriques entre aquest país i Cuba. Posteriorment també va parlar de la política nord-americana envers l'illa, i va condemnar l'assistència dels Estats Units en l'aparició de "dictadors terribles en 20 països, 12 dels quals de manera simultània," referint-se al suport que ha mostrat en el passat l'administració nord-americana a diversos dictadors llatinoamericans. Finalment, Castro va detallar la història de Cuba a partir de la revolució cubana. Aleshores, i tot i que va fer una breu crítica als Estats Units, el líder cubà es va centrar a exposar les millores recents en les relacions entre els dos països, preguntant-se perquè "els països de les dues Amèriques, el Nord i el Sud, no lluiten conjuntament contra el terrorisme, el tràfic de droga i el crim organitzat, encara que tinguin visions polítiques diferents."

### Estats Units
El desgel cubà ha provocat diverses reaccions polítiques negatives als Estats Units, destacant principalment la del senador per Florida Marco Rubio. Rubio, membre del Partit Republicà d'ascendència cubana, va declarar que “el reconeixement diplomàtic portarà a legitimar un govern que no ho mereix.”
El senador Bob Menendez, cap del Comitè de Relacions Exteriors del Senat i membre del Partit Demòcrata, a més de ser descendent de cubans, va ser un dels primers a criticar la decisió d'Obama de normalitzar les relacions amb Cuba. En un article a USA Today del 17 de desembre, Menendez va criticar Obama "per comprometre els valors dels Estats Units en un llit de roca", afegint que l'administració Obama "ha recompensat equivocadament un règim totalitari 
, al qui ha llençat un bot salvavides econòmic". D'altres demòcrates també han criticat la posició d'Obama, entre els quals destaquen dos membres del Congrés: Albio Sires i Debbie Wasserman-Schultz.
Diversos membres del Congrés, contraris a la nova política amb relació a Cuba, van intentar bloquejar la seva implementació. Rubio va anunciar que impediria la confirmació de cap ambaixador a Cuba que Obama pogués nominar. El senador republicà Ted Cruz, de Texas, va descriure la nova política d'Obama com un "error tràgic." Tot i així, Associated Press va publicar que diversos grups empresarials, com ara la Cambra de Comerç, podrien fer pressió als congressistes perquè acceptessin el desgel diplomàtic, i el senador republicà Jeff Flake, d'Arizona, que estava a favor de l'acord, va prediure que molts congressistes s'avindrien al pacte.
Igual que el senador Flake, el senador Rand Paul, republicà de Kentucky, va donar suport al desgel argumentat que aquest faria incrementar les relacions comercials entre els dos països, fet que aportaria beneficis tant per Cuba com pels Estats Units. Paul, responent a Marc Rubio, digué que “el senador Rubio està actuant com un aïllacionista”, a més que “els 50 anys d'embargament no han funcionat. Si l'objectiu és canviar el règim, és segur que no sembla que funcioni.”
En la mateixa línia va parlar l'ex-secretaria d'Estat d'Obama i candidata presidencial pel 2016, Hillary Rodham Clinton, que va donar suport fèrmament a la nova política cubana. Clinton opinava que l'embargament “havia mantingut el govern Castro perquè podien culpar de tots els problemes del país als Estats Units. Tot i que l'embargament no té cap impacte en la llibertat d'opinió, llibertat d'expressió o en l'alliberament de presos polítics.”